# 日本丸 (安宅船)

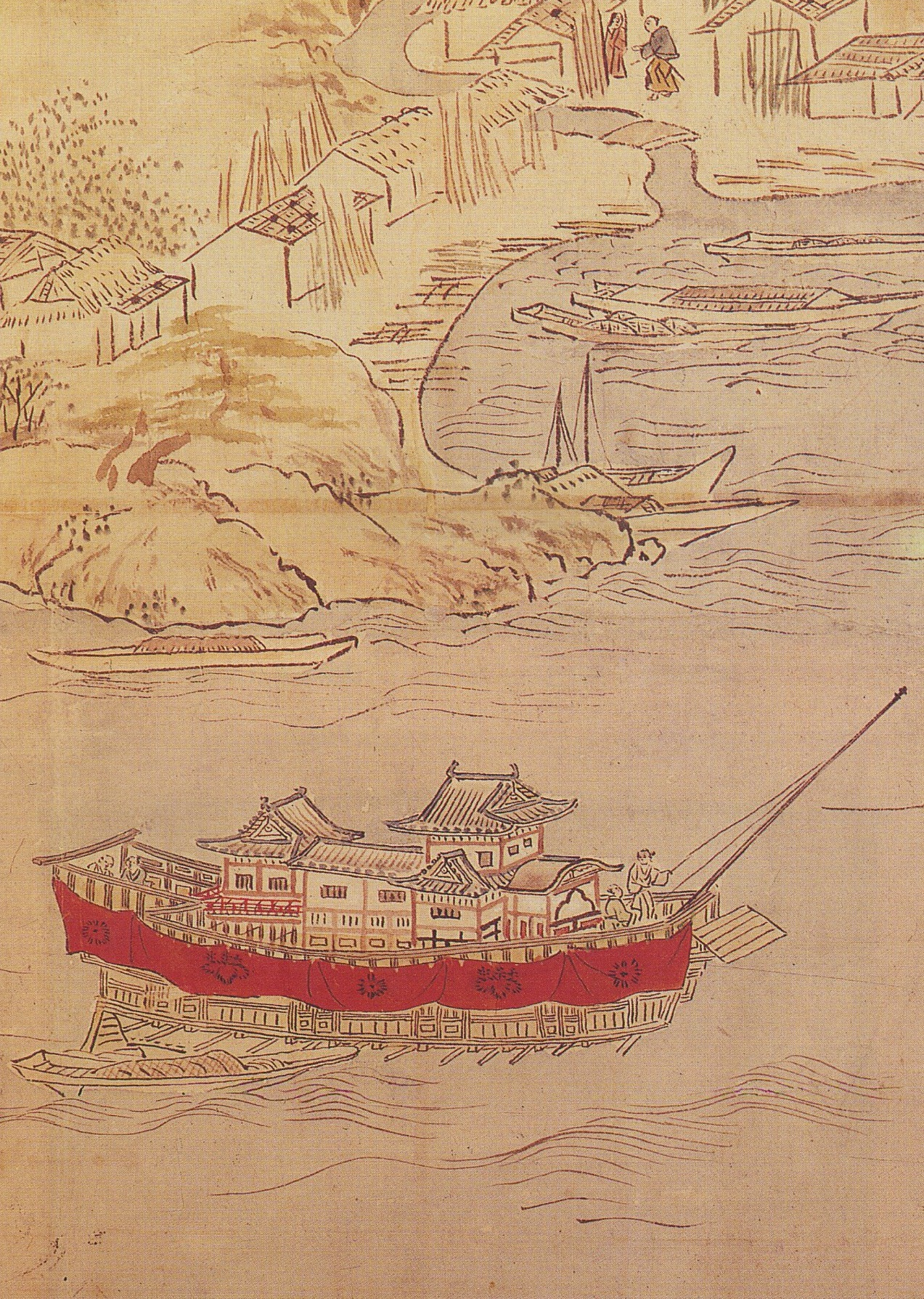
『肥前名護屋城図屏風』に描かれている最大の安宅船、日本丸に比定される

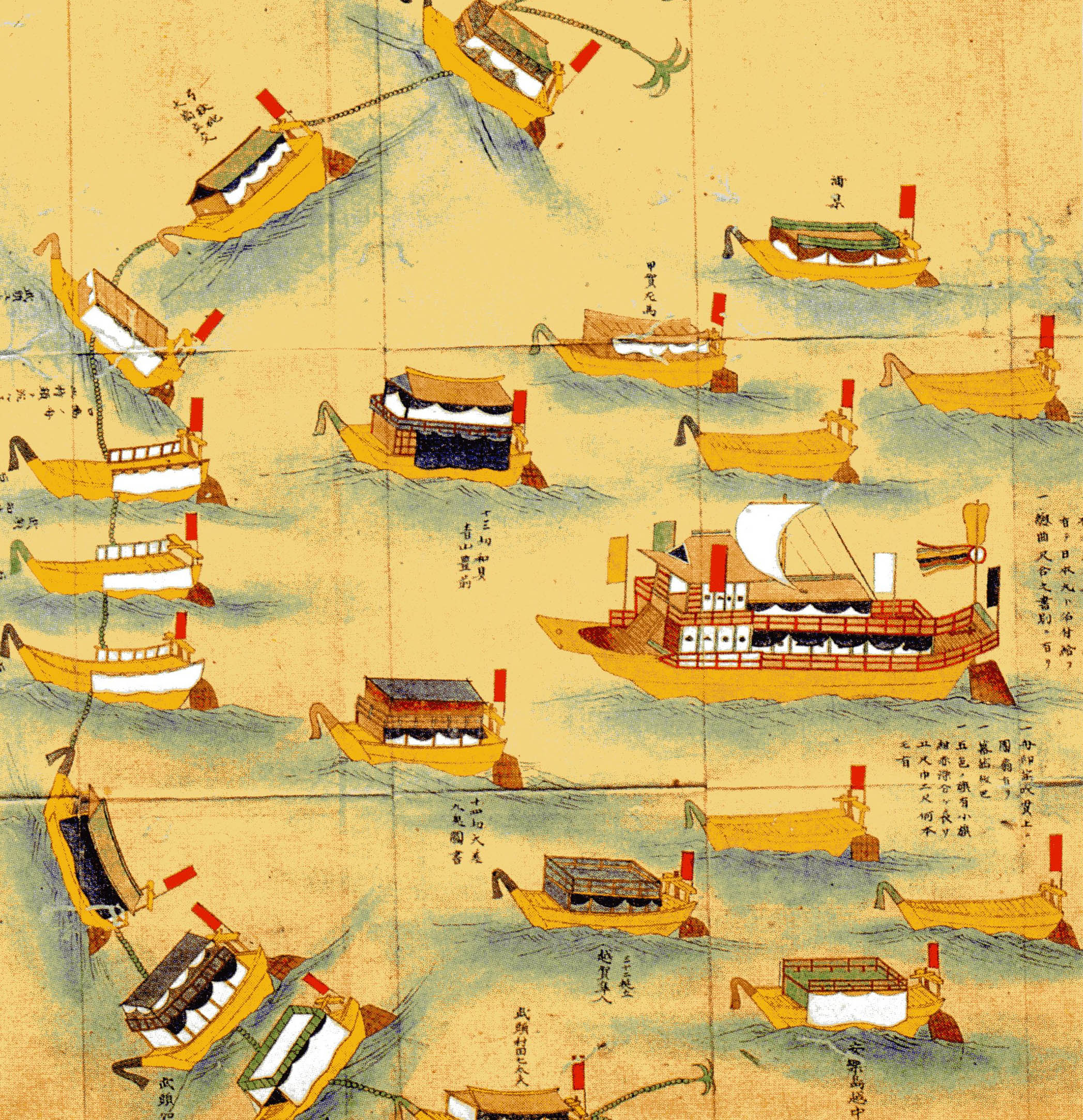
『釜山海船柵図』、中央に描かれている大船が日本丸

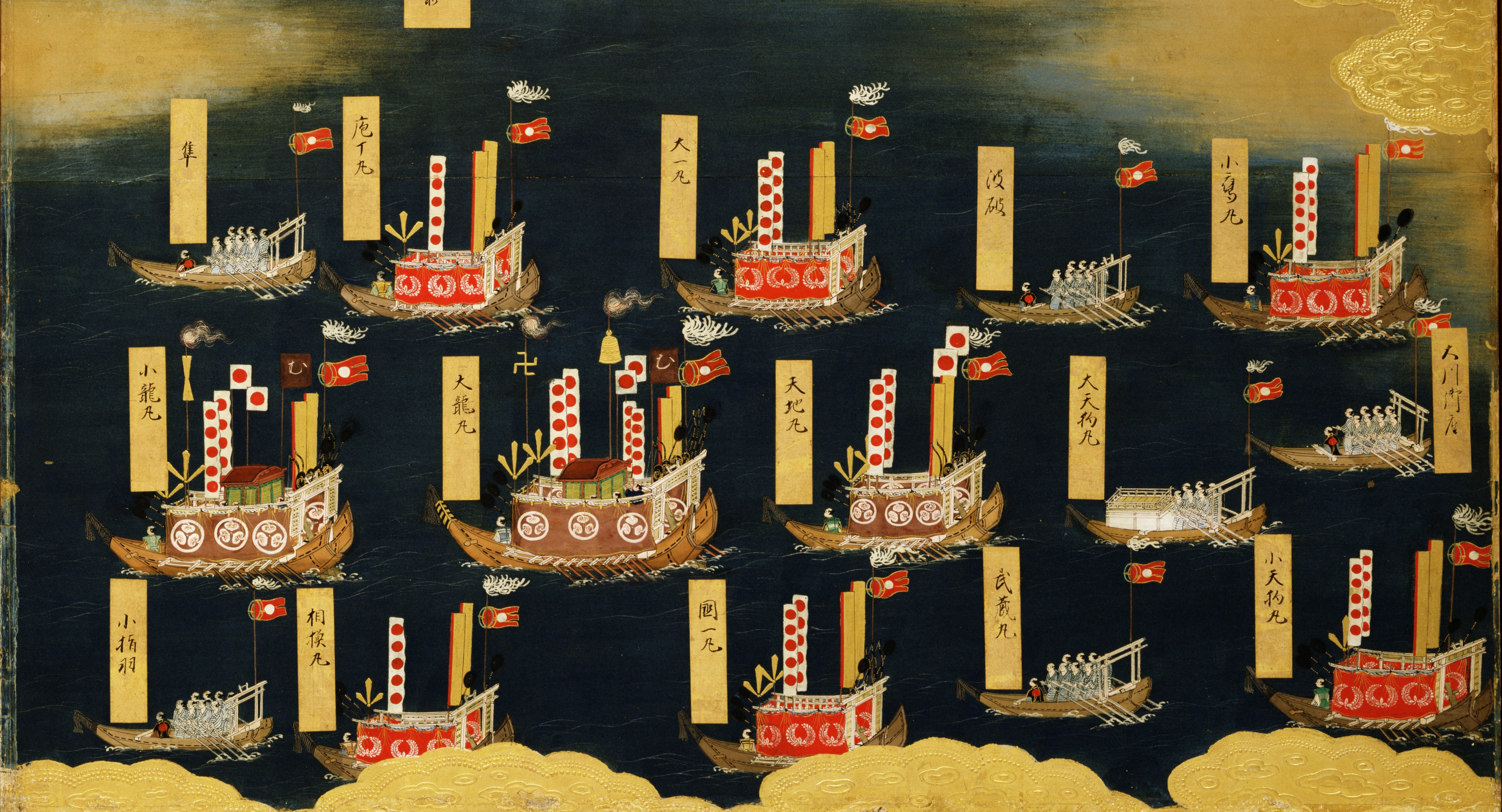
『江戸図屏風』に描かれている「向井將監武者船懸御目候所」、中央列2艘目が大龍丸、1艘目は小龍丸、3艘目は天地丸

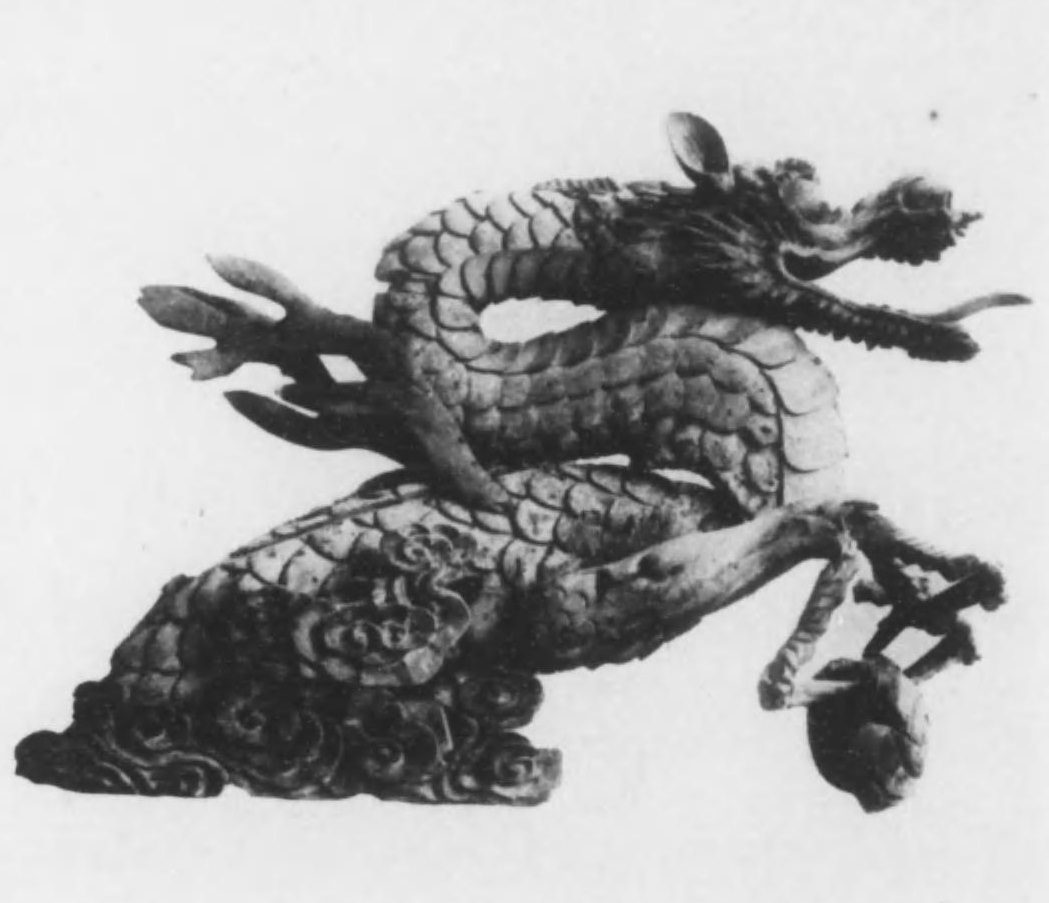
日本丸の船首像、木彫製（樟材）、長さ1丈8寸（3.27ｍ）、高さ5尺8寸（1.76m）、

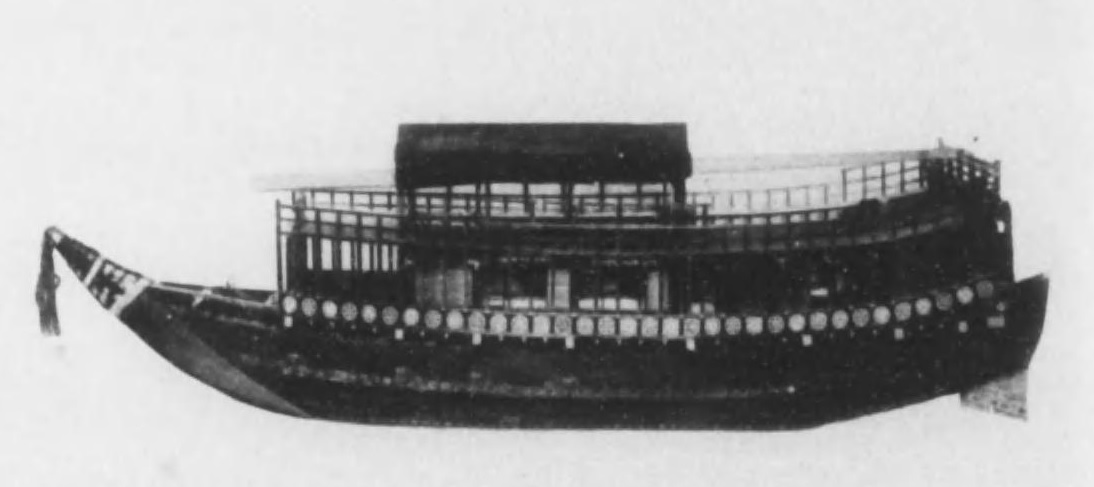
雛形丸、木製漆塗、長さ5尺5寸（167cm）、幅1尺5寸（45cm）、高さ1尺7寸（52cm）

歴史上、日本丸の名を有する船は何艘かあるが、ここでは16世紀末の文禄の役に参加した安宅船について述べる。
この日本丸の伝来については幾つかの説があるが、ここでは海事史学者の石井謙治による九鬼水軍建造説を中心に記すと共に異説にも触れる。

## 建造と文禄の役
天正20年（文禄元年、1592年）に豊臣秀吉の命で九鬼嘉隆が建造し、当初は「鬼宿（きしゅく）丸」と命名されたが、名護屋城へ回航した際に最も優れた船として秀吉の指示で「日本丸」へ改名された。日本丸は文禄の役で九鬼水軍の旗艦として同年7月10日の安骨浦海戦に参加しており、『九鬼御伝記』には艦隊の楯として突出し、長時間に及ぶ朝鮮水軍による集中攻撃で矢倉は打ち落とされ端々しか残らず、帆柱も射切られる大損害を受けつつも健在だった旨が記されている。
この海戦の報告を受けた秀吉は味方に1艘の損失も無かったことを賞し、朝鮮水軍への対策として大船の派遣・建造を行う旨の書状を、海戦に参加した嘉隆・加藤嘉明へ7月16日に送っている。このことから秀吉が日本丸を有力な軍船と評価したことが窺え、以後は後述の様に日本丸以上の大船建造が行われることになる。嘉隆は文禄2年（1594年）初めの熊川海戦にも参加しているが、日本丸の動向は確認できない。文禄の役で日本水軍は多数の船舶を失ったが、日本丸は生き残り日本に帰還している。慶長の役では九鬼家は渡海しなかった。

### 異説
日本丸については毛利水軍が文禄2年（1593年）夏に建造した説もあり、当初は安穂丸という名であったが、秀吉により日本丸へ改名されたと『玉傍題』に記されている。また『武辺剛臆物語』では宮徳丸という名であったとしているが、何れも長さ70間（138m）、横40間（79m）という荒唐無稽な値であり、信憑性は低いと石井は評価している。
また日本丸の名を持つ船としては、嘉隆が織田信長の命により建造した鉄甲船の1隻や、天正12年（1584年）の蟹江城合戦で、敗走時に嘉隆が放棄した大船がある。また慶長の役における小早川秀秋の御召船が日本丸とされる。

## 関ヶ原の戦い以後
文禄・慶長の役後の日本丸の消息として、『浄清遺筆』には慶長5年（1600年）の関ヶ原の戦い時に、西軍となった嘉隆が鬼宿丸（日本丸）に座乗したとある。また『日本海運図史』（逓信省管船局）には嘉隆の領地鳥羽へ回航され、九鬼家の後に鳥羽藩主となった内藤忠重によって500石積み60丁立の船に縮小改造の上「大龍丸」に改名。以後は内藤家断絶後も、鳥羽藩の持ち船として使用され、老朽化のため安政3年（1856年）に解体されるまでほぼ江戸時代を通して残存したとある。
これが事実であれば船歴263年になるが、一般に木造船の寿命は長くとも20年程度であり、200年以上使用という記述には疑点もある。しかし寛永7年（1630年）には存在が確認できる天地丸は文久2年（1862年）に廃船になるまでの230年以上の間、将軍の御座船として存在した実例があり、維持管理次第では200年以上の存続も不可能ではない。
大龍丸の名を持つ船の動向として、『駿河国巡村記』（山梨稲川）には小龍丸と共に元和元年（1615年）8月に大坂より下り、大龍丸は深川の船蔵に入れたとある。『寛政重修諸家譜』には慶長19年（1614年）に勃発した大坂の陣で、三国丸以下安宅船5艘、早船（関船・小早）50艘で出陣した九鬼守隆率いる九鬼水軍は、野田・福島の戦いで大坂方の福島丸・伝帆丸・盲船1艘を鹵獲したとある。この内の福島丸・伝帆丸が記載された点から、大坂の陣後に比定される九鬼家の持ち船を記載した『船付之覚』には、安宅船として三国丸・阿波丸・豊後丸の3艘が記載されている。このため、残りの2艘が大龍丸・小龍丸に比定され、大坂の陣に参加し、終結後に幕府が召し上げた。
なお阿波丸・豊後丸は慶長14年（1609年）9月の西国大名に対する大船没収で没収した大船の内、翌年閏2月に幕府より守隆へ阿波国の蜂須賀至鎮、豊後国の稲葉典通の大船2艘を与えられており、船名からもこの2艘に比定される。三国丸は鳥羽の船大工の記録『志州鳥羽船寸法』から、阿波丸は没収時に蜂須賀家が作成した目録から日本丸よりも大型か同等で、より新しいことが分かり、幕府は九鬼水軍の安宅船から比較的古く小型の2艘を召し上げた。
続いて寛永年間の江戸を描いた『江戸図屏風』内の船手頭向井忠勝が挙行した船行列には最大の船として、江戸幕府の船印と向井家の「む」の旗印を付けた大龍丸の姿がある（右画像3段目、図屏風の評価については後述を参照）。図屏風には関船天地丸（500石積み76丁立）も描かれているが、小龍丸・大龍丸はそれよりも大型で、安宅船時代の姿を描いている。寛永期に行われた船行列の内、寛永7年（1630年）6月25日と同12年（1635年）6月2日の船行列に大龍丸の名が確認できる。
その後、『寛文年録』記載の寛文2年（1662年）6月10日の船行列では大龍丸の櫓数が60丁立になっている。延宝8年（1680年）の鳥羽城関係の史料に公儀の船として「大竜丸五拾挺立陣船」とあり、以上に従えば大坂夏の陣までは九鬼家の持ち船だった日本丸は、豊臣家滅亡後に幕府の持ち船となるまでに大龍丸へ改名され、幕府の手で縮小改造された後に内藤家へ預けられたことになる。

### 異説
この他に徳川家康から藤堂高虎へ与えられた、同じく夏の陣後に豊臣家から没収して小浜光隆へ与えられ坂東丸に改名されたとする記述がある。また大龍丸については、正徳2年（1712年）の調査時に、御召替御座船だが大破して使用不能とある。延享2年（1745年）正月の調査時には、享保17年（1732年）7月に解体したとの記述もある。
『江戸図屏風』の船行列
石井は『江戸図屏風』の船行列について、大龍丸を金の釣鐘の船印から安宅丸に、小龍丸を金の槌の船印から天地丸に比定し、特に巨船たる安宅丸の特徴を捉えていない描写から、安宅丸が解体された天和2年（1682年）から時を経て、その記憶も薄れた元禄末から正徳年間に描かれたものとしている。しかし小龍丸の馬印は槌でなく杵であり、この船印は関船八幡丸に継承されている。また大龍丸の船印も他船の船印の位置から金の卍である。その後、国立歴史民俗博物館が実施した『江戸図屏風』に用いられた料紙の放射性炭素年代測定により、安宅丸が就役前・現役だった寛永17年（1640年）以前の製作が確実になったため、石井の説は否定される。
水藤真・黒田日出男は安宅丸就役以前の寛永7年6月25日の船行列に比定し、また水藤は釣鐘の船印を将軍の船印として、徳川家光が座乗していた天地丸にそれを掲げなかったのは当時存命中だった大御所徳川秀忠に遠慮したためとしている。これに対して鈴木かほるは安宅丸の建造記録に釣鐘の船印があることから、安宅丸用に新調されたものとして石井の説を支持しているが、これは以前からあった船印を安宅丸建造に合わせて新たに作り直したと見るべきである。
なお、『寛政重修諸家譜』には天正10年（1582年）6月の神君伊賀越えの際に、家康を出迎えた酒井重忠が船上に金の釣鐘を家康の船印として掲げたとあり、この頃から徳川家の船印だった。重忠はこの時に船印を与えられ馬印にしたとあるが、寛永頃に作成された『御馬印』内の重忠の子酒井忠世の項には釣鐘の馬印は描かれておらず、これ以前には徳川家の船印へ復帰していた。また、100艘程で行われたこの船行列について、『視聴日録』には天地丸前方に徳川御三家の徳川頼房や老中土井利勝（西丸付）・酒井忠勝（本丸付）、徳川四天王の孫で当時の藩主の子本多政朝・井伊直寛といった徳川家・幕府の重要人物が座乗した大龍丸がいたとあり、『江戸図屏風』の構図と一致する。

## 要目
『志州鳥羽船寸法』より、石井が1尋＝5尺で計算、約が付く数値は推定値
- 全長 - 約105.5尺（32.0m）
- 航[注釈 4]長さ - 約83.0尺（25.2m）
- 筒関[注釈 5]幅 - 31.3尺（9.5m）
- 同深さ - 10.0尺（3.0m）
- 総矢倉[注釈 6]長さ - 約90.0尺（27.3m）
- 同高さ - 10.5尺（3.2m）
- 計算石数 - 2,600石
- 実績石数 - 約1,500石
- 排水量 - 約300t
- 櫓数 - 小櫓100丁[25]

『志摩軍記』によると3重の矢倉を備えたとする。『朝鮮王朝実録』の安骨浦海戦に関する記事にも、40艘中1船が上に3層の大屋を建て2船が2層を建つとあり、前者が日本丸に該当すると考えられる。ただし『志島旧事記』には日本丸よりも大型の三国丸が総矢倉・屋形共に1重とあり、総矢倉2重（密閉1重・露天1重）、屋形1重の3重になる。船首は建造時は伊勢船の戸立造りだったが、『江戸図屏風』では関船や弁才船と同じ水押造りになっている。『江戸図屏風』には両者の特徴を兼ね揃えた二形船も描かれていることから絵師の不勉強ではなく、寛永期までに戸立造りから水押造りに改造された。
建造当時の日本丸は抜きん出た大型の安宅船だったが、秀吉が天正20年10月10日に豊臣秀次へ宛てた書状には、嘉隆が提出した安宅船の図面に基づき、嘉隆には先行して10艘の建造を指示し、東海道の豊臣系大名にも翌年3月までに所領に応じた数の完成を求めている。続く11月5日付書状には届けられた図面に単位が記されておらず、そのため当初は長さ25間（49.2m）程と命じたが、17間（33.5m）程で良いとしている。また同12月5日には山内一豊・松下重綱に対して長さ19間（37.4m）、その後18間（35.5m）、横6間（11.8m）の大船の建造を命じている。
翌文禄2年に名護屋を訪れたジョアン・ロドリゲスが目撃した数艘の鉄張りの大船はこの時の建造されたものと考えられ、長さ19畳（36.3m）あり、日本丸よりも大型の安宅船が多数建造されていた。関ヶ原の戦い後の慶長9年（1604年）に、守隆が三国丸を建造した際には、日本丸建造時の経験を基にするように指示しており、日本丸は所謂大安宅と呼ばれる大型安宅船の嚆矢と言える存在であった。
装甲については鉄甲船の様な鉄張りの記述は確認されていない。安骨浦海戦で日本丸は相応の損害を被り、また鉄張りの大船やそのための鉄板に触れた記述は文禄2年にしか見られない。このため先述の天正20年10月以降に秀吉が建造を命じた安宅船には鉄張りが施されていたが、日本丸には施されなかった。
後世の想像図として『釜山海船柵図』（右画像2段目）があるが、石井は矢倉の構造等に問題があるとして、『肥前名護屋城図屏風』に3艘描かれている内最大の安宅船（右画像1段目）を秀吉の御座船として日本丸に比定している。ただしこの図屏風は文禄2年夏頃の描写とされ、これら3艘の安宅船は天正20年10月以降に秀吉が建造を命じた安宅船の可能性がある。
日本丸の遺物と伝わるものとして、鳥羽市の光岳寺等には日本丸を飾ったとする板戸や天井画が現存している。また伝左甚五郎作の龍頭の船首像が神宮徴古館に収蔵されていたが（右画像4段目）、空襲で焼失している。徴古館には龍頭以外に「雛形丸」という文禄の役に参加したとする60から62丁立の軍船の模型も展示されていたが（右画像5段目）、これには先述の板戸と同じデザインの部品が用いられており、縮小後の大龍丸の模型と考えられる。なお縮小後の大龍丸の要目は、長さ14.5尋（26.5m）、上口長13間1尺（25.9m）、肩幅3間3尺（6.8m）、深さ6尺9寸（2.1m）、60丁立、もしくは50丁立、62丁立とある。
滋賀県の竹生島宝厳寺の舟廊下は日本丸の船櫓を利用して建てられたと言われている。